# Стручкова квасоля

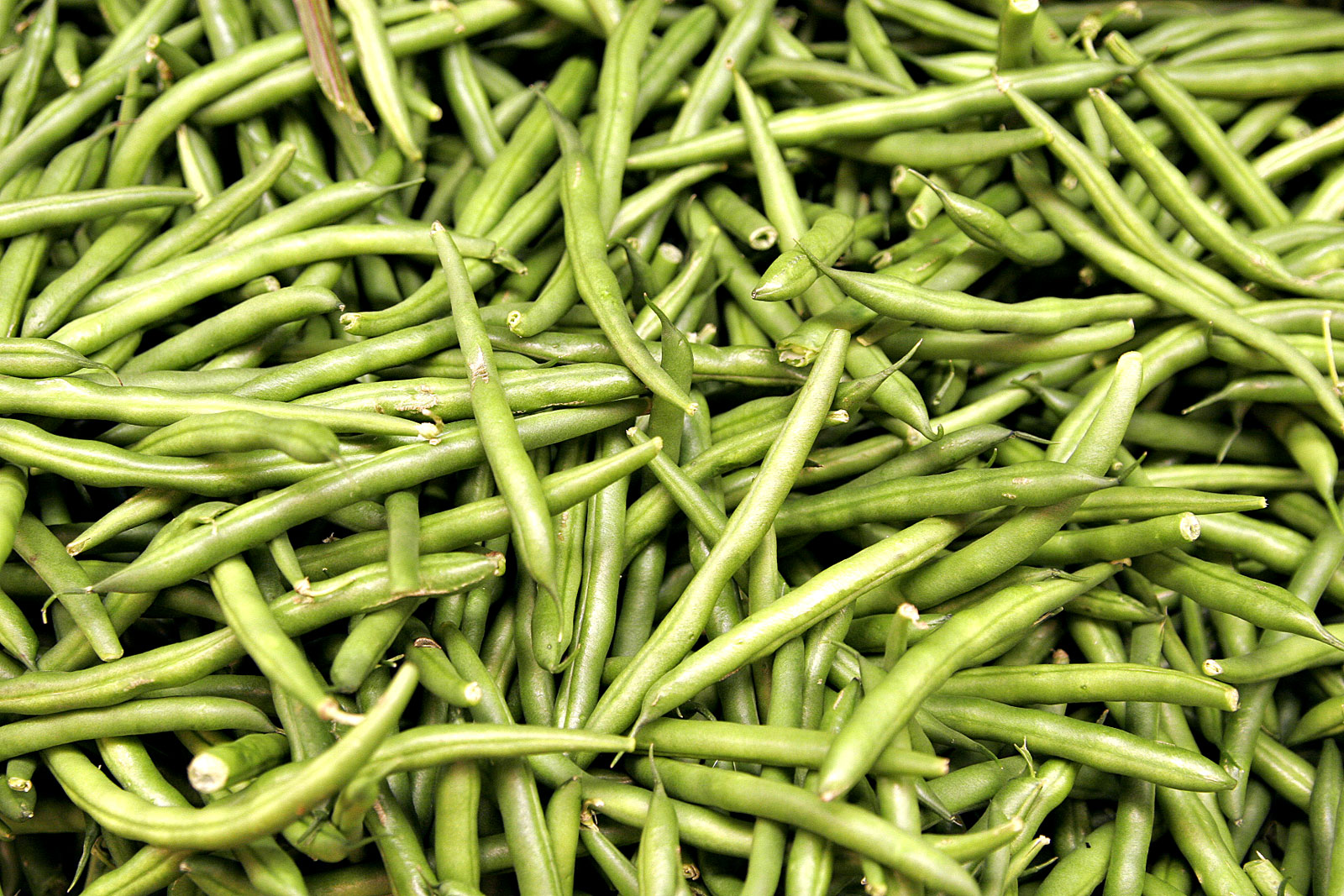
Купа сирої стручкової квасолі

Стручкова квасоля, спаржева квасоля, шпарагівка або лопатки — це молоді незрілі плоди, що не містять жорстких волокон і «пергаментного» шару, використовуються різні сорти звичайної квасолі (Phaseolus vulgaris),   незрілі або молоді стручки багатоквіткової квасолі (Phaseolus coccineus ), спаржової (довгої) квасолі (Vigna unguiculata subsp. sesquipedalis ) та гіацинтові боби ( Lablab purpureus ) .  Стручкова квасоля відома під багатьма загальними назвами, включаючи французька квасоля (або фр. haricot vert  ),  стрункова квасоля (хоча більшість сучасних сортів є «безволокнистими», "безструнковими"),   і зелена квасоля.    На Філіппінах вони також відома як боби Багіо  або хабічуелас, щоб відрізнити їх від спаржової (довгої) квасолі . 
Вони відрізняються від багатьох інших сортів квасолі тим, що стручкову квасолю збирають і вживають разом із стручками, що містяться в них, до того, як насіння квасолі всередині повністю дозріє. Аналогічною практикою є збирання та споживання недозрілих стручків гороху, як це робиться зі сніжним або цукровим горохом .

## Використання в кулінарії
Як звичайний продукт харчування в багатьох країнах стручкова квасоля продається свіжою, консервованою та замороженою. Їх можна їсти сирими або приготованими на пару, варити, смажити або запікати. Їх зазвичай готують в інших стравах, таких як супи, рагу та запіканки . Стручкову квасолю можна маринувати, як і огірки .
Страва зі стручковою квасолею, поширена на півночі США, особливо на День подяки, — запіканка із зеленої квасолі, страва зі зеленої квасолі, крем-супу з грибів і смаженої цибулі .  У деяких ресторанах США подають стручкову квасолю в клярі та смажену, наприклад, зелену квасолю темпура . Інша популярна страва складається виключно з насіння квасолі, яке було вилучено з його стручка. Зелені боби також продаються сушеними або смаженими з овочами, такими як морква, кукурудза та горох, у вигляді овочевих чипсів.

## Поживні властивості
Сира стручкова квасоля на 90% складається з води, 7% вуглеводів, 2% білка і містить незначну кількість жиру (таблиця). У 100 грамах (3,5 унції) базової кількості сира зелена квасоля містить 31 калорію і є помірним джерелом (діапазон 10-19% добової норми ) вітаміну С, вітаміну К, вітаміну В6 і марганцю (таблиця). Інших мікроелементів недостатньо.
| Сира стручкова квасоля Харчова цінність в 100 г продукту |          |
| --- | -------- |
| Енергетична цінність 31 ккал / 131 кДж |          |
| \| Білки \| 1.83 g \| \| Жири \| 0.22 g \| \| Вуглеводи \| 6.97 g \| \| \| \| \| Ретинол (віт. A) \| 35 мкг \| \| Тіамін (B1) \| 0.082 мг \| \| Рибофлавін (B2) \| 0.104 мг \| \| Ніацин (B3) \| 0.734 мг \| \| Пантотенова кислота (B5) \| 0.225 мг \| \| Піридоксин (B6) \| 0.141 мг \| \| Фолацин (B9) \| 33 мкг \| \| Аскорбінова кислота (віт. С) \| 12.2 мг \| \| Вітамін K \| 14.4 мкг \| \| \| \| \| Кальцій \| 37 мг \| \| Залізо \| 1.03 мг \| \| Магній \| 25 мг \| \| Фосфор \| 38 мг \| \| Калій \| 211 мг \| \| Цинк \| 0.24 мг \| \| \| \| \| Water \| 90 g \| |          |
| Link to USDA Database entry Джерело: USDA Nutrient database |          |
| Білки | 1.83 g   |
| Жири | 0.22 g   |
| Вуглеводи | 6.97 g   |
| |          |
| Ретинол (віт. A) | 35 мкг   |
| Тіамін (B1) | 0.082 мг |
| Рибофлавін (B2) | 0.104 мг |
| Ніацин (B3) | 0.734 мг |
| Пантотенова кислота (B5) | 0.225 мг |
| Піридоксин (B6) | 0.141 мг |
| Фолацин (B9) | 33 мкг   |
| Аскорбінова кислота (віт. С) | 12.2 мг  |
| Вітамін K | 14.4 мкг |
| |          |
| Кальцій | 37 мг    |
| Залізо | 1.03 мг  |
| Магній | 25 мг    |
| Фосфор | 38 мг    |
| Калій | 211 мг   |
| Цинк | 0.24 мг  |
| |          |
| Water | 90 g     |

## Одомашнення
Стручкова квасоля ( Phaseolus vulgaris ) походить із Центральної та Південної Америки, де є докази того, що її культивували в Мексиці та Перу протягом тисяч років. 

## Виробництво
У 2020 році світове виробництво стручкової квасолі становило 23 мільйони тонн, причому на Китай припадало 77% від загального обсягу (таблиця).

## Характеристики
Перша «безстрункова» квасоля була виведена в 1894 році Келвіном Кіні, якого називають «батьком безстрункової квасолі», під час роботи в Ле-Руа, штат Нью-Йорк .  Більшість сучасних сортів стручкової квасолі не мають волокон всередині. 
| Виробництво стручкова квасоля – 2020 | Виробництво стручкова квасоля – 2020 |
| Країна                               | (Мільйони тонн )                     |
| ------------------------------------ | ------------------------------------ |
| КНР                                  | 18.0                                 |
| Індонезія                            | 0,9                                  |
| Індія                                | 0,6                                  |
| Туреччина                            | 0,5                                  |
| Таїланд                              | 0,3                                  |
| світ                                 | 23.3                                 |
| Джерело: FAOSTAT ООН                 |                                      |

### Рослина
За характером росту стручкова квасоля поділяється на дві великі групи: «кущова» (або «карликова») квасоля та «стовпова» (або «плетиста», «лазяча») квасоля.   
- Кущова квасоля — це низькорослі рослини, які виростають не більше 2 фути (61 см) у висоту, часто не вимагаючи опор. Як правило, вони досягають зрілості і дають усі свої плоди протягом відносно короткого періоду часу, а потім припиняють виробляти. Завдяки такому концентрованому виробництву та легкості механізованого збирання квасоля кущового типу найчастіше вирощується на комерційних фермах. Кущова стручкова квасоля, як правило, є сортами звичайної квасолі ( Phaseolus vulgaris ).
- Стовпова квасоля має звичку лазити і дає звивисту лозу, яку потрібно підтримувати «стовпами», «жердинами», решітками або іншими засобами. Стовпова квасоля може бути звичайною ( Phaseolus vulgaris ), багатоквітковою квасолею ( Phaseolus coccineus ) або спаржовою (довгою) квасолею ( Vigna unguiculata subsp. sesquipedalis ). [15] [16]

Напівстручкова квасоля має як кущові, так і стовпові характеристики, і іноді їх класифікують окремо від кущових і стовпових сортів.     Їх стручки можуть бути приблизно 3–10 футів у довжину. 

### Різновиди

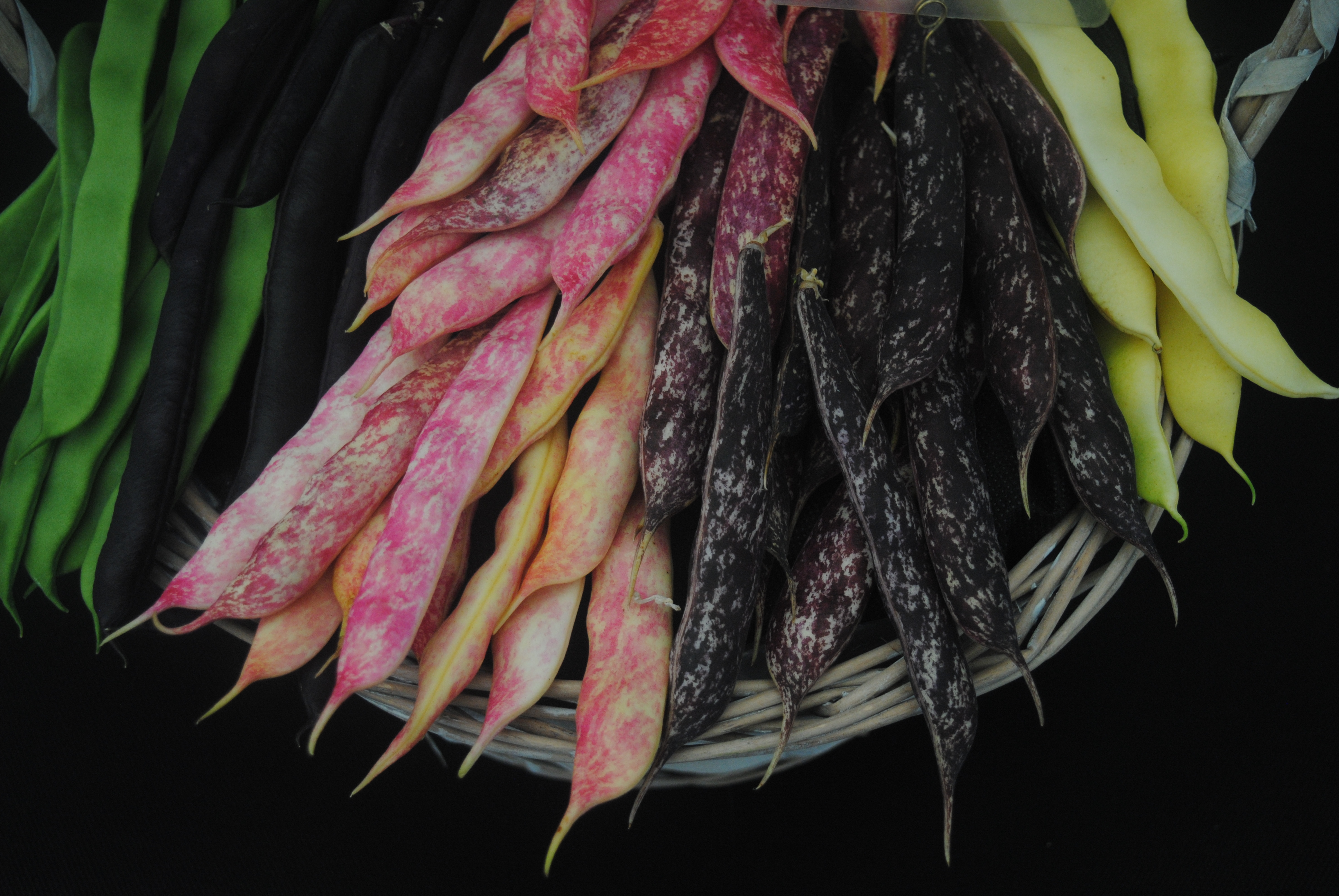
Сорти плетистої квасолі, зліва: 'The Hunter', 'Cosse Violette', 'Rob Roy', 'Rob Splashed', 'Kingston Gold'

Відомо понад 130 різновидів (культиварів) їстівних стручкових бобів.  Існує багато сортів, які використовуються для споживання як стручкова квасоля, відібрані через соковитість і смак їхніх зелених стручків, що зазвичай вирощують на домашньому городі. Квасоля з різними кольорами стручків (зелена, фіолетова, червона або з прожилками  ) в цілому відома як квасоля, тоді як зелена квасоля виключно зелена. Форми варіюються від тонких «стрічка» до широких «романо» та більш звичайних типів між ними.  Зелена квасоля з жовтими стручками також відома як воскові боби . 
Усі наведені нижче сорти мають зелені стручки та є Phaseolus vulgaris, якщо не вказано інше:

#### Кущові (карликові) види
- Blue Lake 274[2]
- Contender[24]
- Derby (1990 AAS winner)[2]
- Golden Wax Improved (yellow/wax), 60 days
- Greencrop, 53 days
- Heavyweight II, 53 days
- Improved Tendergreen[25]
- Provider[24]
- Rocquencourt (yellow/wax), 50 days, heirloom[26]
- Royal Burgundy (purple pod), 55 days
- Stringless Green Pod, heirloom[27]
- Triomphe de Farcy, 48 days, heirloom

#### Стовпові (лазячі) види
- Algarve[14]
- Blue Lake[2]
- Golden Gate (yellow/wax)[14]
- Gold Marie, 75 days, Common Mosaic virus (BCMV) resistant
- Kentucky Blue (AAS Winner)[2]
- Kentucky Wonder[2], 65 days, heirloom
- Rattlesnake bean, 65 days, heirloom
- Scarlet Runner (Phaseolus coccineus)[31]
- Trionfo Violetto (purple pod), 60 days

## Галерея

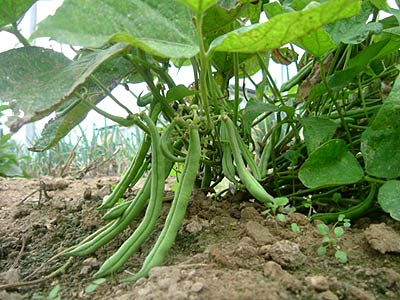
Звичайна стручкова квасоля на рослині
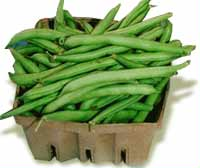
Ціла сира стручкова квасоля, упакована для продажу
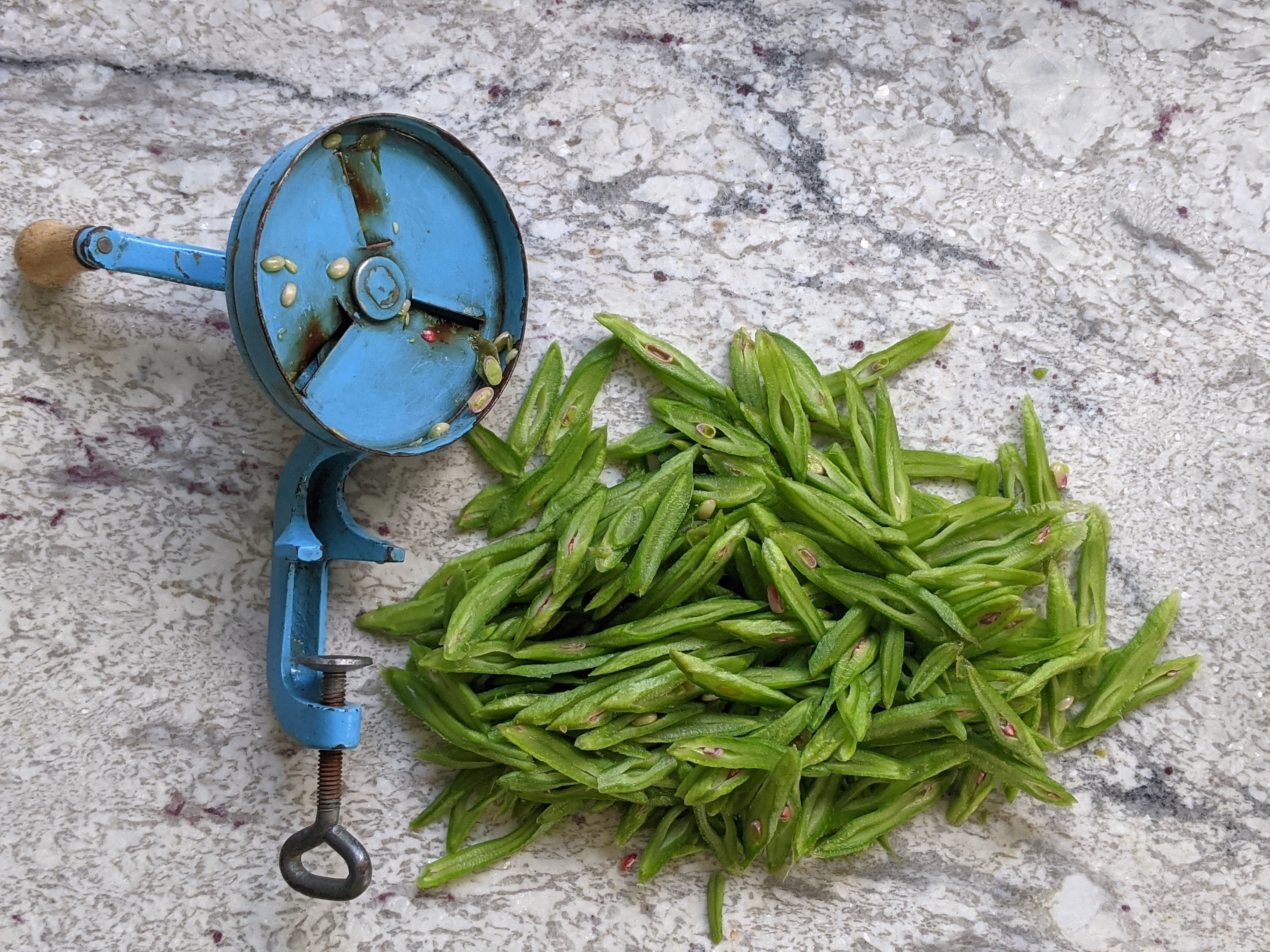
Стручкова квасоля з слайсером для квасолі
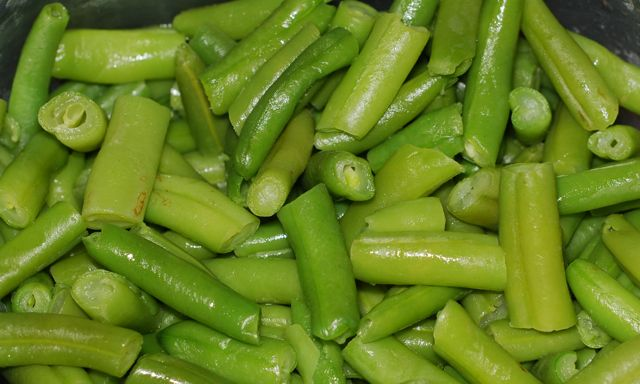
Порізана і відварена стручкова квасоля
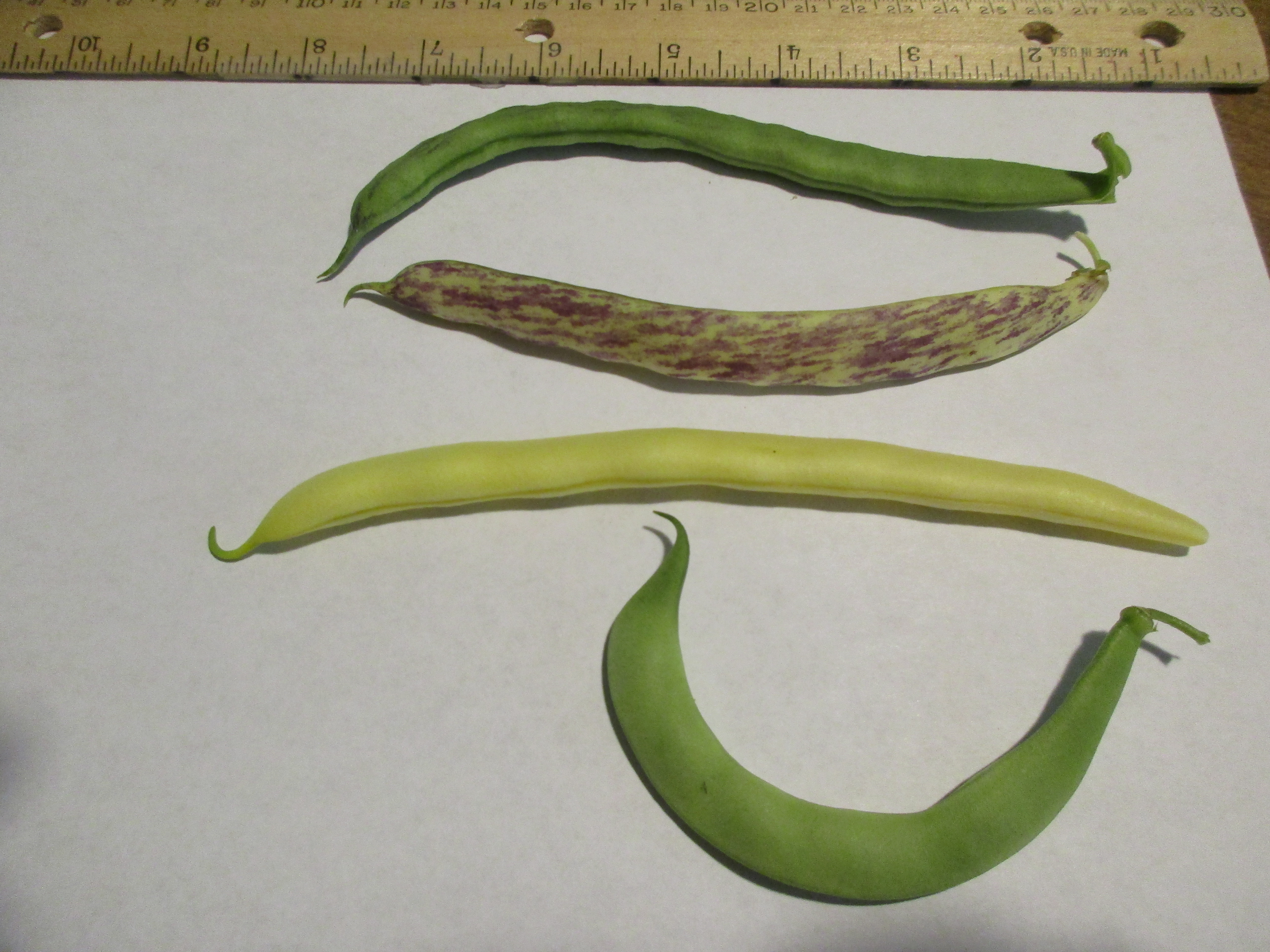
Чотири різновиди звичайної стручкової квасолі відрізняються за кольором, розміром, формою та текстурою
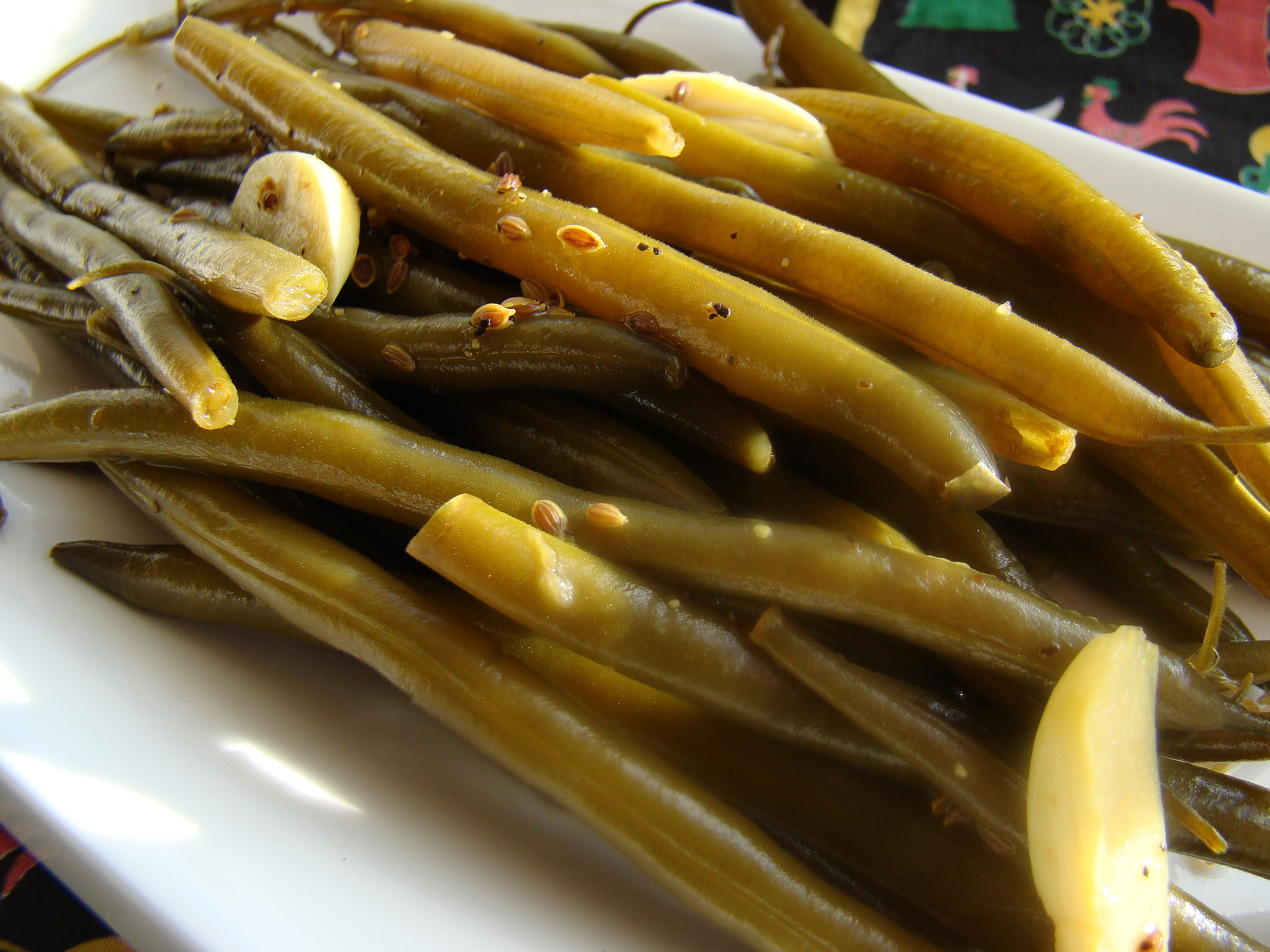
Квасоля маринована

## Зовнішні посилання
- Зелені боби в Міністерстві сільського господарства США